# Léonce s'émancipe
 (juillet 2025).
Pour plus de détails, voir Fiche technique et Distribution.
Léonce s'émancipe est un film muet français réalisé par Léonce Perret, sorti en 1916.

## Fiche technique
Source IMDb
- Titre : Léonce s'émancipe
- Réalisation : Léonce Perret
- Scénario :  Léonce Perret
- Photographie : Georges Specht
- Société de production : Société des Etablissements L. Gaumont
- Pays d'origine :  France
- Langue : film muet avec les intertitres en français
- Format : Noir et blanc — 35 mm — 1,33:1 — Muet
- Genre : Comédie
- Métrage :
- Durée :
- Dates de sortie :
  - France : 21 janvier 1916

## Distribution
Source IMDb
- Léonce Perret : Léonce